# Stoenești (gmina Stoenești)
Stoenești – wieś w Rumunii, w okręgu Vâlcea, w gminie Stoenești. W 2011 roku liczyła 433 mieszkańców.